# نجد عقيري (السياني)

تعديل مصدري - تعديل

نجد عقيري محلة تابعة لقرية منزل عيقري، التابعة لعزلة الهادس بمديرية السياني إحدى مديريات محافظة إب في الجمهورية اليمنية.، بلغ تعداد سكانها 91 حسب تعداد اليمن لعام 2004.